# Rgilewka
Rgilewka (Rgilówka) – rzeka w Polsce o długości 44,18 km, prawy dopływ Warty.
W dolnym biegu przepływa m.in. przez Kłodawę i Grzegorzew. Na południe od Powiercia wpada do Warty. Jej dopływami są Tralalka, Orłówka, Struga Kiełczewska.

## Przypisy

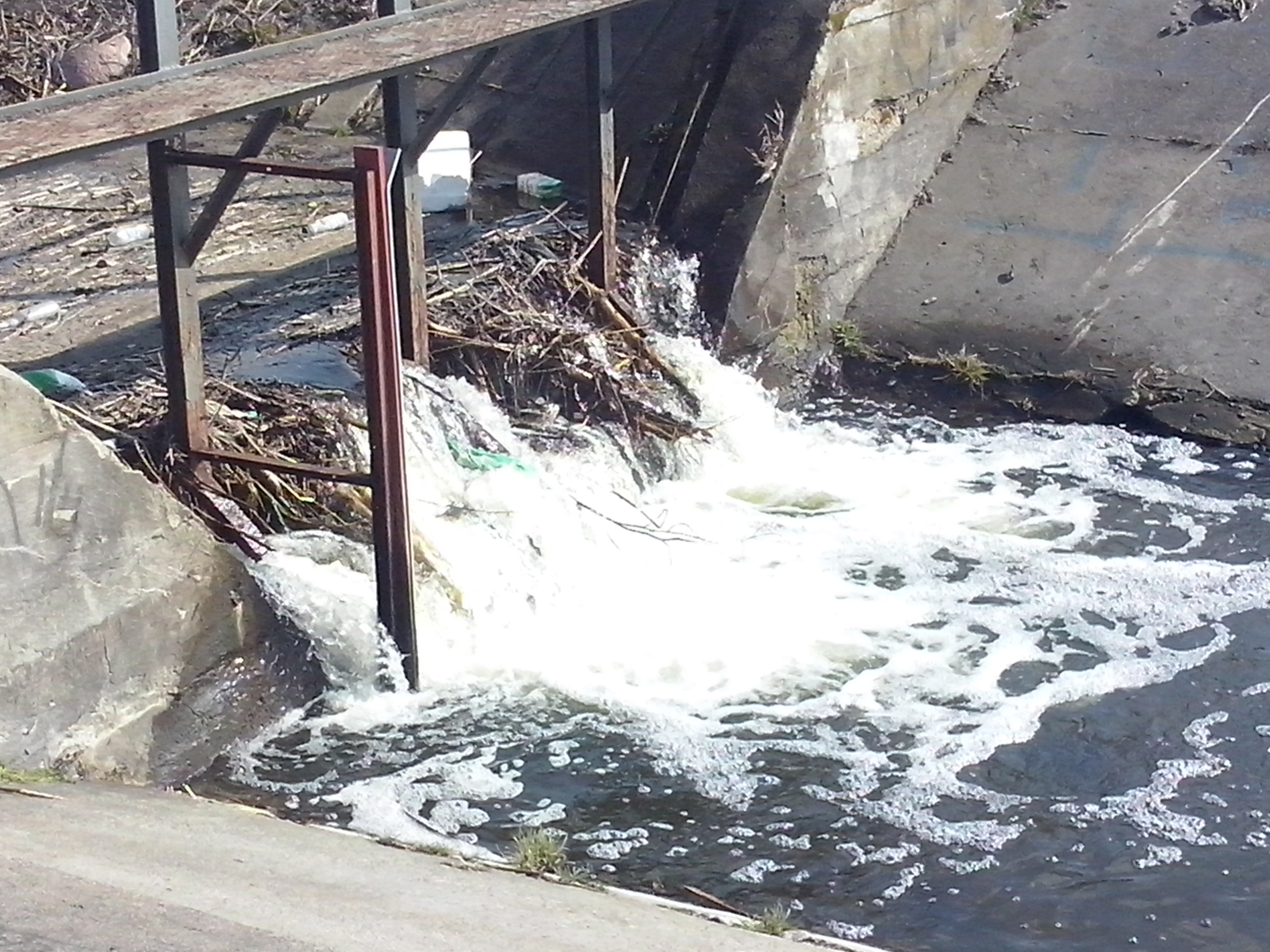
Rgilewka w Cząstkowie (gm. Kłodawa)